# Harlem
Vous lisez un « article de qualité » labellisé en 2007.
Pour les articles homonymes, voir Harlem (homonymie).
Harlem est un quartier du nord de l'arrondissement de Manhattan à New York, aux États-Unis. Il se situe entre le nord de la 96e rue et Washington Heights. Toutefois, l'espace est officieusement délimité par la 110e rue au sud et par la 155e rue au nord. Harlem a joué un rôle majeur tout au long de l'histoire de New York : au début du XXe siècle, le mouvement de la Renaissance de Harlem a fait de New York le principal foyer de la culture afro-américaine ; par la suite, le quartier est devenu l'un des centres de la lutte pour l'égalité des droits civiques puisque Harlem a longtemps été et est encore un lieu où se concentrent les Afro-Américains.
Après plusieurs décennies de crise et de délabrement, Harlem se transforme aujourd'hui en un quartier dynamique et attrayant, bien qu'il fût considéré comme un ghetto où la criminalité était élevée il y a encore quelques années. Le fait que Bill Clinton ait choisi d'y installer ses bureaux traduit bien cette mutation urbaine et montre la volonté d'en faire l'un des centres attractifs de New York.
En 2010, sa population s'élève à 363 633 habitants.

## Situation et limites

Localisation de Harlem dans Manhattan.

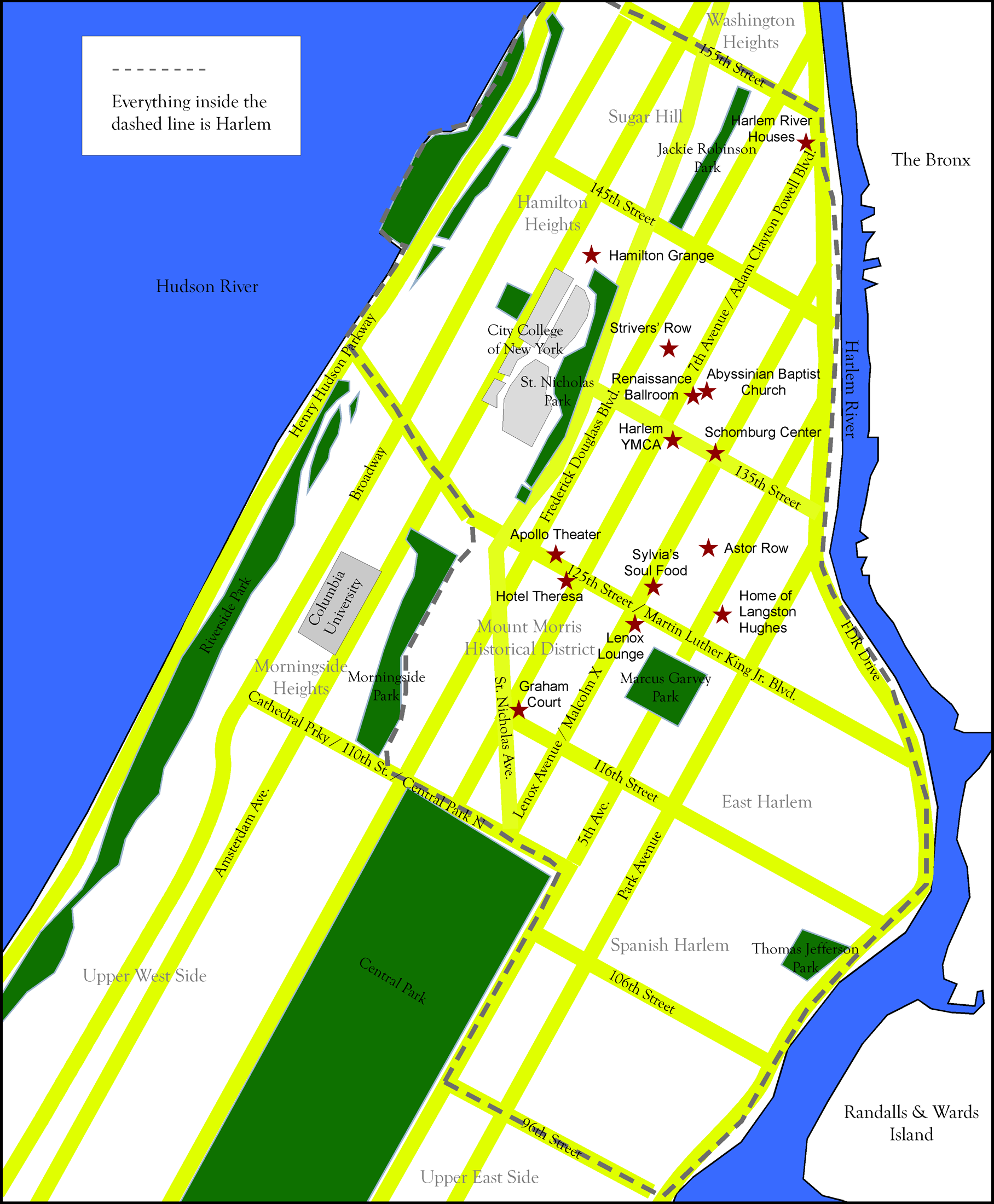
Les limites actuelles de Harlem, ainsi que les principaux monuments.

Le quartier de Harlem se situe dans le nord de l’île de Manhattan, entre la Harlem River, l’East River et l’Hudson River. Le secteur central et occidental commence au sud avec la 110e rue et va jusqu’à la 155e rue au nord. Le district de East Harlem débute quant à lui un peu plus au sud, au niveau de la 96e rue. Les autres quartiers voisins de Harlem sont Morningside Heights à l’ouest et Washington Heights au nord. Le plus grand parc de la ville, reconnu comme le « poumon de Manhattan », Central Park se situe au sud du quartier, dont il marque la limite. Les limites de Harlem n'ont pas toujours été semblables à celles d'aujourd'hui étant donné que le quartier a évolué au cours de l’histoire.
Bien que formant un quartier à part entière, Harlem regroupe un certain nombre de secteurs plus petits. Également, Harlem est subdivisé en trois secteurs, West Harlem, Central Harlem et East Harlem avec pour référence la Cinquième avenue, qui sépare d'une manière générale l'île de Manhattan en une partie est et une partie ouest.
Le secteur de West Harlem s'étend à l’ouest de Saint Nicholas Avenue et au nord de la 123e Rue. Il rassemble plusieurs quartiers : Hamilton Heights, autour de Hamilton Grange National Memorial, Manhattanville, au nord de Morningside Heights. Les Heights désignent les hauteurs de Harlem comme Sugar Hill, un quartier où résidait la bourgeoisie dans les années 1920.
Central Harlem correspond à l'espace situé entre St. Nicholas Avenue et la Cinquième Avenue. Il regroupe les districts de Mount Morris, qui s’étend à l’ouest de Marcus Garvey Park, Strivers' Row, centre autour de la 139e Rue, Sugar Hill situé plus au nord, et Astor Row, autour de la 130e Rue.
Enfin, East Harlem se trouve entre la Cinquième Avenue et les berges de l'East River, avec pour principal quartier East Harlem, au sud de la 116e Rue. Comme son nom l'indique, le quartier accueille une majorité d'Hispaniques, essentiellement des Portoricains.

## Histoire

### Débuts

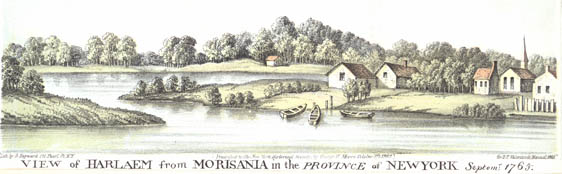
En 1765, Harlem était une petite bourgade rurale non loin de New York.

À l'époque précolombienne, l’île de Manhattan était occupée par les Amérindiens Lenapes (appelés aussi « Delaware ») qui vivaient de l’agriculture, de la pêche et de la chasse. Dès le XVIIe siècle, ces tribus pratiquèrent le commerce des fourrures avec les Européens. Le capitaine Henry Hudson, qui naviguait pour le compte des Provinces-Unies, appareilla au nord de Manhattan le 11 septembre 1609. Le premier établissement hollandais fut construit dans le sud de l’île : celle-ci fut achetée aux Amérindiens par Pierre Minuit en 1626, pour la somme de 24 dollars.
Le village de Harlem fut fondé en 1658 par le gouverneur Pieter Stuyvesant qui l'appela Nieuw Haarlem d'après le nom de la ville néerlandaise de Haarlem. La piste utilisée par les Amérindiens qui menait aux prairies de Harlem fut alors réaménagée par les esclaves noirs de la Compagnie néerlandaise des Indes occidentales ; elle fut intégrée à la route postale reliant New York à Boston. Les Britanniques renommèrent l’endroit « Harlem » quand ils s'emparèrent de New York en 1664.

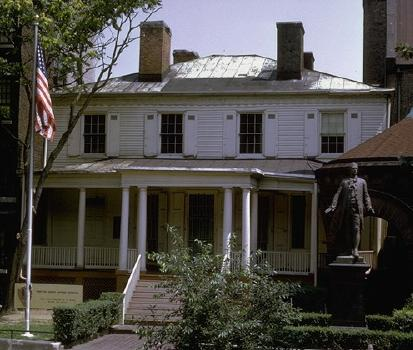
Hamilton Grange contemporain.

À la fin du XVIIIe siècle et au début du XIXe, Harlem présentait un caractère champêtre : ainsi, l’homme politique Alexander Hamilton (1757-1804) y possédait un grand domaine. Sa demeure se trouve toujours dans le quartier, auquel on a attribué son nom : Hamilton Heights. D’autres grandes familles possédaient des terres dans ce secteur du nord de Manhattan comme les Delancey, les Bleeker, les Riker ou encore les Beekman.
Le 16 septembre 1776, pendant la guerre d'indépendance, la bataille de Harlem Heights opposa les forces britanniques aux insurgés américains. Il s'agissait en fait d'une escarmouche à l'issue incertaine, qui fit environ soixante-dix victimes dans chaque camp. Harlem garda son aspect rural durant la première moitié du XIXe siècle. En 1820, on recensait 91 familles, une église, une école et une bibliothèque. Le village était relié à New York par un service de bateaux à vapeur qui naviguaient sur l’East River. En 1831, la première ligne de tramway à traction hippomobile reliait le centre de New York à Harlem ; elle fut complétée par une ligne de chemin de fer en 1837. Cependant, à partir du milieu du XIXe siècle, le village entra dans une phase de déclin : les grands domaines agricoles furent abandonnés et Harlem vit l’arrivée d'Irlandais pauvres.

### Quartier résidentiel et bourgeois

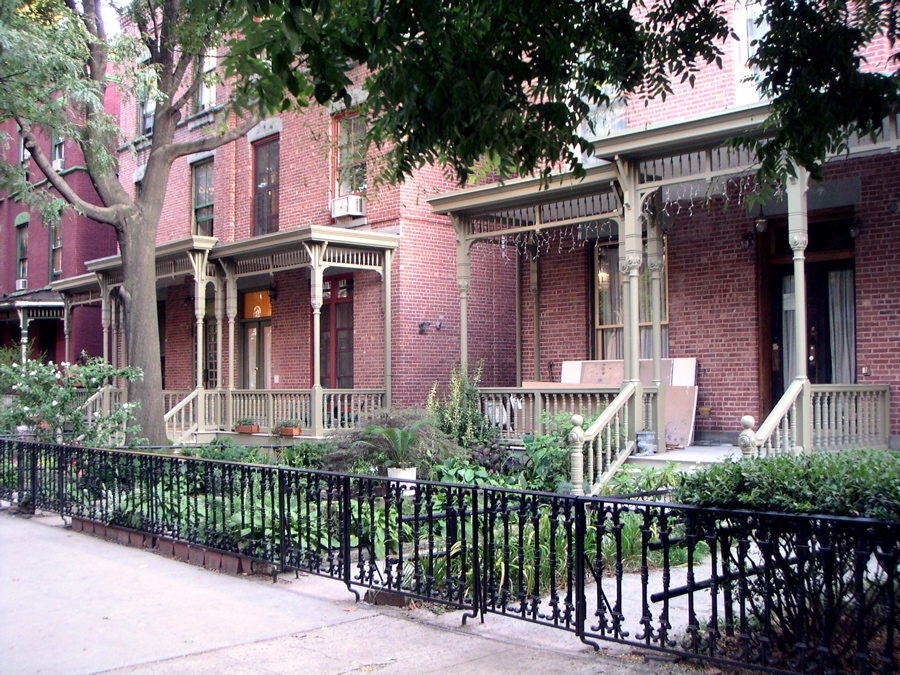
Astor Row (1880-1883). Maisons bourgeoises de Harlem.

En 1873, Harlem fut rattaché à la municipalité de New York ; cette annexion s'accompagna d'une première vague de constructions à caractère spéculatif. L’arrivée du métro aérien à partir de 1880 renforça les relations avec le centre-ville situé plus au sud et provoqua surtout l’urbanisation rapide de Harlem. Les promoteurs et les spéculateurs firent construire des logements et misèrent sur le succès de ce quartier. De belles demeures, les fameuses brownstones, furent bâties dans le secteur de Marcus Garvey Park et accueillirent les membres de la bourgeoisie new-yorkaise. Les Graham Court Apartments furent érigés en 1898-1901 sur la Septième avenue. Harlem se dota également d’équipements sportifs (Polo Grounds) et culturels (Harlem Opera House). L'architecte paysagiste Frederick Law Olmsted, à qui les New-Yorkais doivent l'aménagement du Central Park, conçut les jardins de Riverbank State Park qui longent l'Hudson River et la Riverside Drive.
Cependant, les retards dans la construction du métro et l’offre abondante de logements firent baisser les prix de l’immobilier à partir des années 1890. De nouveaux migrants juifs venus d’Europe de l’Est affluèrent à Harlem, même si certains propriétaires tentèrent d’empêcher leur installation. D’autres migrants européens, des Italiens, des Irlandais et des Finnois, vinrent habiter dans les tenements du quartier dès la fin du XIXe siècle. Le secteur d'East Harlem commença à se paupériser dès le début du XXe siècle.

### Arrivée de la population afro-américaine

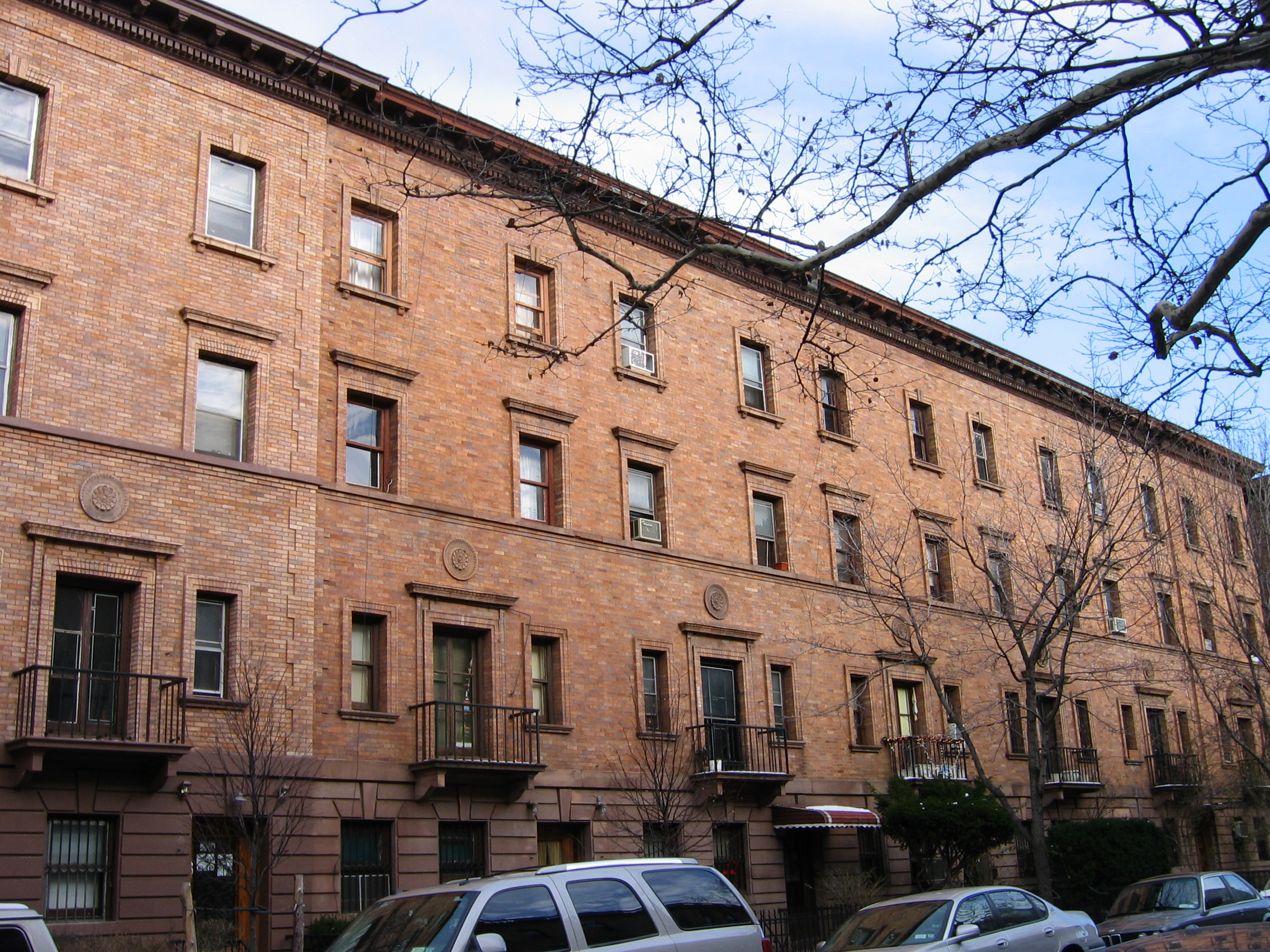
Strivers Row, Harlem.

Face aux lynchages qui s'intensifiaient dans le Sud des États-Unis et face aux discriminations et à la mécanisation de l’agriculture, plusieurs milliers d’Afro-Américains migrèrent vers les villes industrielles du Midwest et du Nord-Est.
Vers 1880, la communauté noire était encore peu nombreuse et vivait autour de la 125e Rue ou dans les immeubles délabrés de la 130e Rue Ouest. L’arrivée massive des Afro-Américains tenait à plusieurs facteurs : le krach immobilier de 1904-1905 provoqua une baisse importante des loyers. Dans le reste de la ville, les Noirs subirent le racisme (émeutes de Tenderloin en 1900 et de San Juan Hill en 1905), la dégradation de leurs conditions de vie et cherchèrent à partir. Le promoteur immobilier afro-américain Phillip Payton Jr. encouragea l’installation de familles noires à Harlem. La construction de la Pennsylvania Station chassa par ailleurs les Noirs de l’ouest de Manhattan (Tenderloin). Lors des deux premières décennies du XXe siècle, nombre d'Afro-Américains les rejoignirent, quittant les quartiers de Upper West Side ou de Hell's Kitchen.
La population noire, qui commence à arriver après la guerre de Sécession, conduit la bourgeoisie blanche à peu à peu déserter ce quartier, alors qu'il était jusqu'à la Première Guerre mondiale un endroit où celle-ci venait passer ses fins de semaines, comme en témoignent les traces d'anciens hôtels particuliers et maisons de maîtres, souvent dégradés ou détruits depuis.

### Renaissance de Harlem

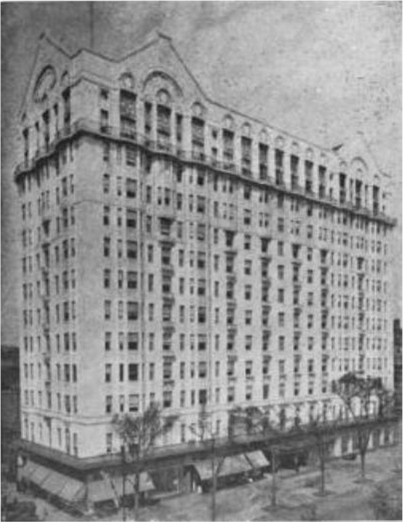
L'hôtel Theresa en 1920.

La Renaissance de Harlem est un mouvement de renouveau de la culture afro-américaine dans l’entre-deux-guerres dont le berceau et le principal foyer est Harlem. Cette effervescence s’étendit à plusieurs domaines de la création artistique, allant de la photographie à la musique en passant par la peinture. Mais c’est surtout la littérature qui constituait l’élément le plus remarquable de cet épanouissement. Soutenue par des mécènes et une génération d’écrivains talentueux, la Renaissance de Harlem marqua un tournant majeur dans la littérature noire américaine qui connut une certaine reconnaissance et un plus grand succès, y compris parmi les lecteurs blancs.
Avec la Renaissance de Harlem, les œuvres se multiplièrent dans tous les domaines, se diversifièrent et se diffusèrent plus largement. Harlem devint le centre renommé de ce nouveau dynamisme, si bien que l'on utilise l’expression « Renaissance de Harlem », en référence à la renaissance de la littéraire irlandaise du XIXe siècle.
Dans les premières décennies du XXe siècle, de nouveaux artistes et intellectuels afro-américains affluèrent vers la « Grosse Pomme » et la plupart s’établirent ou travaillèrent à Harlem : l'idéologue politique Marcus Garvey en 1918, le musicien Duke Ellington en 1923 ou encore Louis Armstrong en 1924-1925 en sont les acteurs les plus connus. Harlem devint un foyer de création artistique majeur avec l’installation de peintres, de sculpteurs (Richmond Barthé en 1929) et de photographes (James Van Der Zee en 1932).

### Prohibition
La Renaissance de Harlem est synonyme de « nuits folles » et de « plaisirs divers ». Parmi les hauts lieux du jazz, on trouvait des salles comme le Cotton Club, le Small's Paradise, l'Apollo Theater ou le club de swing le Savoy Ballroom. Les années 1920 furent également marquées par la prohibition, avec l’ouverture des speakeasies, ces établissements de vente et de consommation de boissons alcoolisées, et des bootleggers, les contrebandiers d’alcool. De nombreux bars et clubs réservés aux Blancs étaient alors contrôlés par les mafias juive et italienne. Le truand « Dutch » Schultz contrôlait notamment la production et la distribution de spiritueux dans le quartier.
Plutôt que d'entrer en compétition avec les réseaux établis, les gangs afro-américains se concentrèrent sur le jeu clandestin. Ils inventèrent une sorte de loterie, le bolito, qui pouvait être jouée illégalement dans une multitude d'endroits de Harlem. Les dirigeants de ces entreprises, enrichis par ces paris illicites, acquirent un certain pouvoir financier. Ils s'intéressèrent alors à d'autres projets plus honnêtes, en prêtant notamment à leur tour de l'argent à ceux qui, souhaitant investir, n'étaient pas capables de les distinguer d'autres instituts plus légaux. L'une des premières dirigeantes de ces entreprises était une femme, Stephanie St. Clair.
Avec la Grande Dépression de 1929, le commerce illicite, tout comme celui qui était légal, devinrent moins rémunérateurs. La mafia blanche chercha alors à prendre le contrôle de la loterie, qu'elle avait auparavant ignorée. Après une guerre des gangs brutale, Dutch Schultz prit le contrôle de toutes ces opérations de racket à Harlem, jusqu'à son assassinat en 1935. La popularité du bolito s'évanouit avec l'apparition de la loterie de l'État de New York, qui rapportait davantage et avait le gros avantage d'être légale. Il subsista toutefois une frange de la population qui préférait les parties illicites.

## Luttes, crises et renouveau

### Militantisme noir

#### Implantation des premiers mouvements

Drapeau rouge, noir et vert de l'UNIA, qui devint par la suite un symbole de la lutte pour les droits civiques aux États-Unis.

Peu de temps après l'arrivée des populations noires dans le quartier la communauté devint connue sous le nom de « cœur spirituel de la protestation et du mouvement noir »,.
La National Association for the Advancement of Colored People (NAACP), mouvement pour la promotion des droits civiques des minorités, s'implanta à Harlem en 1910. Elle fut suivie en 1916 par l'Universal Negro Improvement Association de l'Universal Negro Improvement Association and African Communities League dirigée par Marcus Garvey. Le groupe de la NAACP devint rapidement le plus grand du pays. Le militant Asa Philip Randolph vécut à Harlem, où il publia le magazine radical The Messenger (Le Messager) à partir de 1917. C'est également depuis Harlem qu'il organisa le syndicat de la Brotherhood of Sleeping Car Porters. Un autre militant de la cause noire, W. E. B. Du Bois vécut et publia à Harlem dans les années 1920, tout comme James Weldon Johnson.

#### Krach de 1929 et ses conséquences

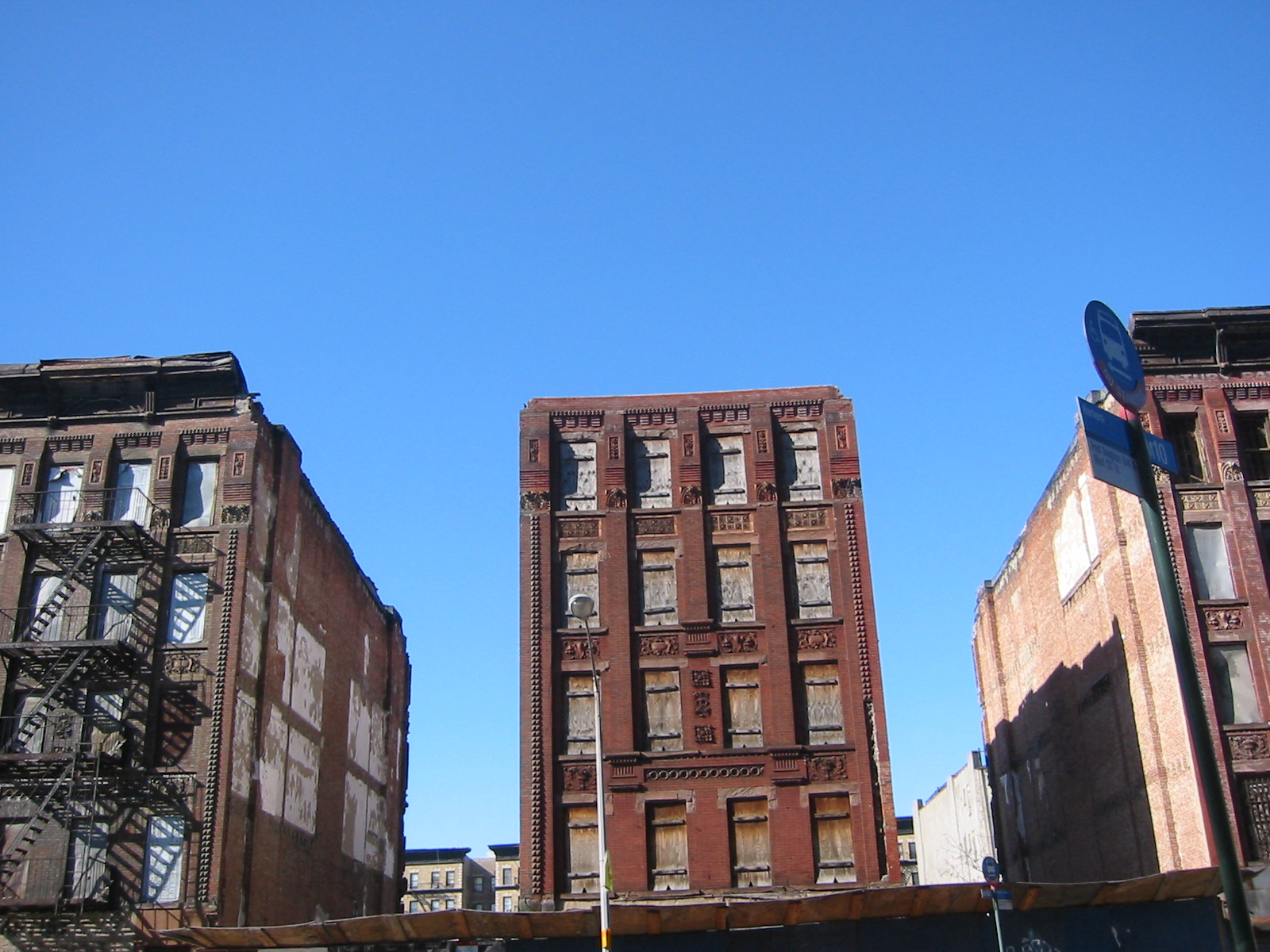
Immeuble à l'abandon, Harlem.

Le krach de Wall Street en 1929 fut l'élément déclencheur d'une grave crise économique qui toucha tous les États-Unis, avant de s'étendre à de nombreux pays du monde. La Grande Dépression toucha Harlem de plein fouet. Le chômage augmenta et la population, grossie par l'arrivée de nouveaux migrants venus du Sud, s’entassa dans des logements qui tombaient en ruine. Dans les années 1930, Harlem rassemblait 350 000 personnes, soit une densité de 233 habitants pour un demi hectare, alors que la densité moyenne était de 133 dans le reste de Manhattan. Au début des années 1930, la moitié des habitants de Harlem bénéficiait du programme d'aide sociale. La tuberculose et la prostitution se développaient rapidement dans le quartier. Sous le mandat du maire Fiorello LaGuardia (1934-1945), les autorités municipales détruisirent plusieurs tenements et taudis pour laisser la place à de grands ensembles d'immeubles : ainsi les Harlem River Houses proposaient des logements à loyers modérés. Un tiers de la surface totale d'East Harlem fut rasée puis reconstruite sous la direction de l'urbaniste Robert Moses. La rénovation urbaine se poursuivit dans les années 1950 ; elle concernait aussi d'autres quartiers du nord de New York tels que Manhattantown, Morningside Heights et l'Upper West Side et donna lieu à de nombreuses expulsions de Noirs et de Portoricains. Ces derniers finirent par se concentrer à East Harlem et au nord de la 125e rue.
C'est avec cette Grande Dépression naissante que le véritable militantisme noir débuta dans le quartier, avec le slogan « N'achetez pas là où vous ne pouvez pas travailler ». Ce fut la dernière campagne visant à forcer les détaillants de la 125e rue à engager des noirs qui atteint son objectif. En juin 1934, des boycotts furent organisés par la Citizens' League for Fair Play contre le grand magasin Blumstein's situé sur la 125e Rue. Le magasin accepta d'embaucher des Afro-Américains. Les protestations des Harlémites continuèrent, sous la conduite de personnalités comme le religieux et futur membre du Congrès Adam Clayton Powell Jr.. Ce dernier chercha à changer les pratiques d'embauche dans d'autres magasins et à généraliser l'emploi des noirs, et des membres de groupes protestataires. Le personnage du « Père divin » (Divine Father) déplaça la contestation sociale dans la sphère du religieux. Le « Père Divin » s’était installé à Harlem dans les années 1930. Les membres de son mouvement achetèrent des hôtels dans la ville pour accueillir les plus démunis, pendant la Grande Dépression. Après les émeutes de 1935 et de 1943, le mouvement devint de plus en plus politique en s'opposant à la ségrégation raciale. En 1940, il organisa une pétition en faveur d'une loi anti-lynchage qui recueillit 250 000 signatures.
Sur le plan culturel la Grande Dépression n'eut pas de conséquences désastreuses sur Harlem. Malgré le départ de la plupart des écrivains, la création littéraire se poursuivit, notamment sous l'impulsion de Ralph Ellison (1913-1994) et de Richard Wright (1908-1960). L'American Negro Theater fut créé le 5 juin 1940 par l'écrivain Abram Hill et l'acteur Frederick O'Neal. Sidney Poitier et Harry Belafonte fréquentèrent son école. Dans les années 1940, des jam sessions furent organisées au Cecil Hotel. Le Minton's Playhouse était le nom du club qui se trouvait au premier étage de l’hôtel ; il fut actif de 1938 à 1970 et accueillit les plus grands noms du jazz de l'époque : Thelonious Monk, Charlie Parker ou encore Dizzy Gillespie. Ces derniers lancèrent le bebop au milieu des années 1940.

#### Nouvelles tendances et influence croissante

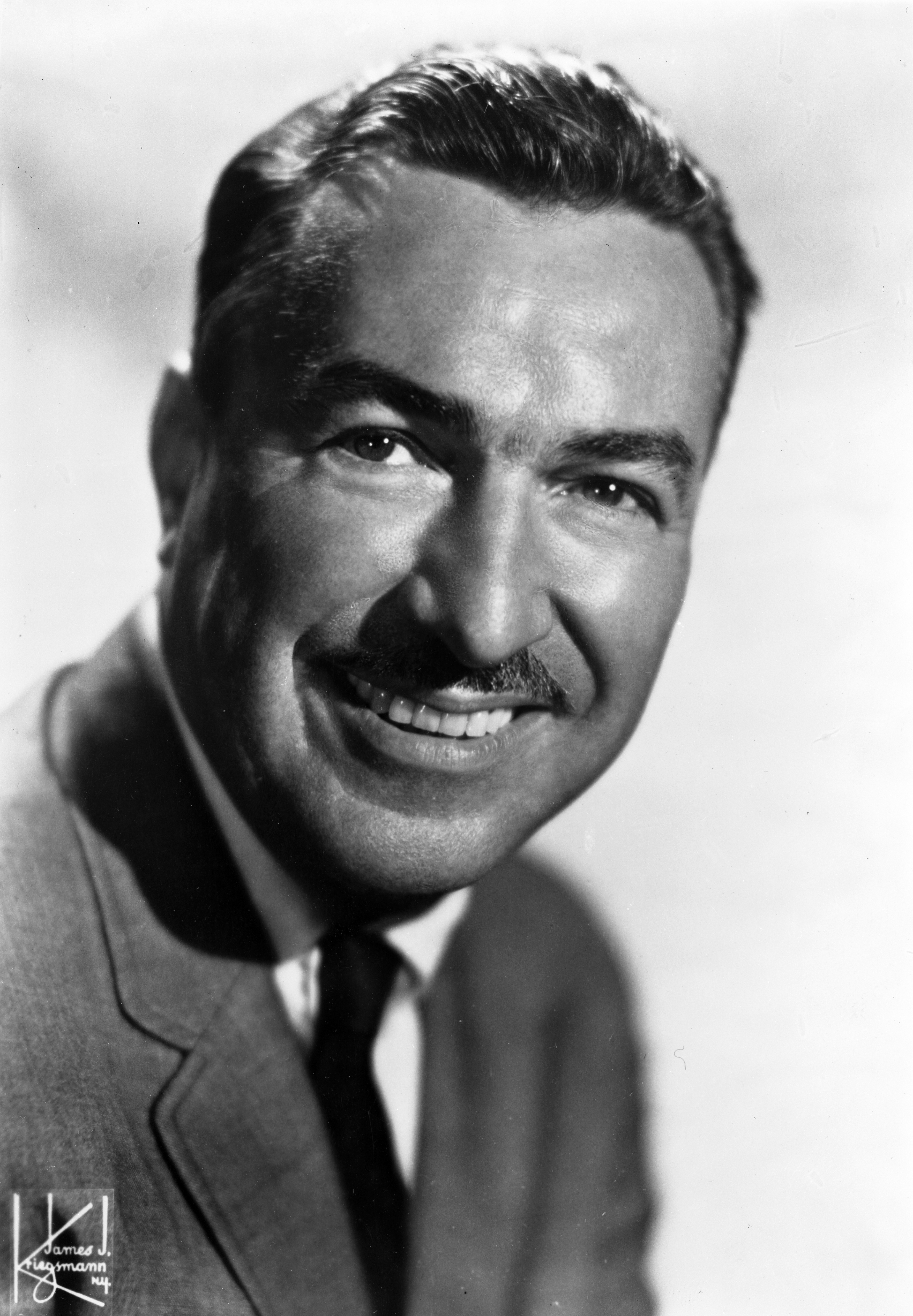
Adam Clayton Powell Jr., figure emblématique du militantisme noir de Harlem.

Les idées communistes trouvèrent un écho favorable à Harlem dès les années 1930, et continuèrent à exercer une influence notable dans les années 1940. Le 19 mars 1935, des émeutes se déclenchèrent sous l'égide des mouvements militants, à la suite d’une rumeur selon laquelle un policier avait tué un jeune Noir. Elles mobilisèrent près de 10 000 personnes qui s’en prirent aux magasins des Blancs. Il fallut l’intervention de plusieurs centaines de policiers pour rétablir l’ordre. Quatre Noirs furent tués et 195 personnes blessées. Les dégâts furent importants et les classes moyennes commencèrent en conséquence à fuir le quartier. On dénombra 600 magasins pillés. La même année, la politique de Harlem fut marquée par un mouvement internationaliste de contestation contre l'invasion de l'Éthiopie par les troupes italiennes, avec des manifestations de grande ampleur, des pétitions et même un appel à la Société des Nations. Cet internationalisme continua par intermittence, avec notamment des manifestations importantes en faveur de la nationalisation du canal de Suez par Nasser en 1956, symbole de l'émancipation du Tiers monde.
Les habitants noirs de Harlem prirent de l'influence dans les institutions municipales, notamment à partir de 1941 avec l'élection de Adam Clayton Powell Jr. au Conseil municipal de New York. Il fut ensuite facilement élu au Congrès après la mise en place d'un district électoral du Congrès à Harlem en 1944. Il laissa son siège au New York City Council à un autre Harlémite, Benjamin J. Davis. Mais le poids politique de Harlem se réduit par la suite étant donné qu'Adam Clayton Powell Jr. passait son temps à Washington, D.C. ou dans sa maison de vacances aux Bahamas et que Davis fut emprisonné en 1951. En 1943, un deuxième mouvement d'émeutes, déclenché par l'agression d'un soldat noir par un policier blanc, se termina par le pillage de centaines de magasins et la mort de six personnes.

### Civil Rights Movement(1946-1969)

#### Au lendemain de la Seconde Guerre mondiale

Scène de rue, Harlem en 1943.

Si le pays sortit de la crise économique après la Seconde Guerre mondiale, on ne peut en dire autant de Harlem. Le quartier se replia progressivement sur lui-même, s'isolant du reste de Manhattan, et acquit une mauvaise réputation : Harlem devint un ghetto. Le paysage urbain se dégrada peu à peu, les maisons se délabrèrent, les immeubles et les commerces furent abandonnés, plusieurs secteurs restant en friches. La bourgeoisie noire a également tendance à déserter le quartier. Les Harlémites furent ainsi davantage confrontés aux difficultés que les autres New-Yorkais : ils furent frappés par un fort taux de chômage, vécurent dans un contexte de violence, de drogue, d’insalubrité et de pauvreté généralisée. Le taux mortalité infantile et d’échec scolaire dépassa celui du reste de la ville.
En 1964, le pourcentage de toxicomanes vivant à Harlem était dix fois plus élevé que la moyenne de New York, et douze fois plus que pour l'ensemble des États-Unis. Sur une estimation de 30 000 toxicomanes new-yorkais, 15 000 à 20 000 habitaient alors à Harlem. Le taux de criminalité était six fois plus élevé que la moyenne de la métropole. La moitié des enfants vivait dans des familles monoparentales ou seuls, situation qui contribua à la montée de la délinquance. Les associations, les Églises, les sectes et les gangs remplacèrent progressivement les autorités publiques sur le terrain. Pourtant, le militantisme noir se développa lui aussi, permettant à la population et au quartier de se relever progressivement.

#### Contestations et violence
À la fin des années 1950 et au début des années 1960, Harlem fut secouée par le mouvement des « grèves des loyers », menées par le militant local Jesse Gray, le « Congrès de l'égalité raciale », la Harlem Youth Opportunities Unlimited (HAYROU) et d'autres groupes. Ces groupes voulaient contraindre les propriétaires à améliorer la qualité des logements, en les amenant à prendre des mesures contre les rats et les cafards, à fournir du chauffage pendant l'hiver, et à maintenir les loyers à des niveaux acceptables. Selon le Metropolitan Council on Housing, au milieu des années 1960, environ 25 % des propriétaires prélevaient un loyer supérieur à celui qui était fixé par la loi. Plusieurs groupes se mobilisèrent à Harlem pendant les années 1960, pour réclamer de meilleures écoles, des emplois mieux payés et des logements salubres. Certains étaient pacifiques alors que d'autres prônaient la violence. Au début des années 1960, le Congress of Racial Equality (CORE) possédait ses bureaux sur la 125e Rue et servait de médiateurs entre la communauté et la ville, surtout en période de troubles sociaux. Ils firent pression pour que les civilian review boards entendent leurs plaintes contre les abus de la police, demande qui fut finalement satisfaite. Adam Clayton Powell Jr. devint président du House Committee of Education and Labor au début des années 1960, et utilisa cette position pour assigner des fonds fédéraux à divers projets de développement.
L'influence du mouvement de protestation non violent du sud fut étouffé à Harlem. Martin Luther King était pourtant le leader noir le plus respecté de Harlem, mais au moins vingt groupes de nationalistes noirs opéraient aussi à New York. Le plus important d'entre eux était de loin Nation of Islam, dont le Septième Temple fut dirigé par Malcolm X, entre 1952 et 1963. Bien que ce dernier fût assassiné au théâtre Audubon Ballroom (Washington Heights) le 21 février 1965, Harlem demeura l'un des principaux centres de la Nation of Islam.

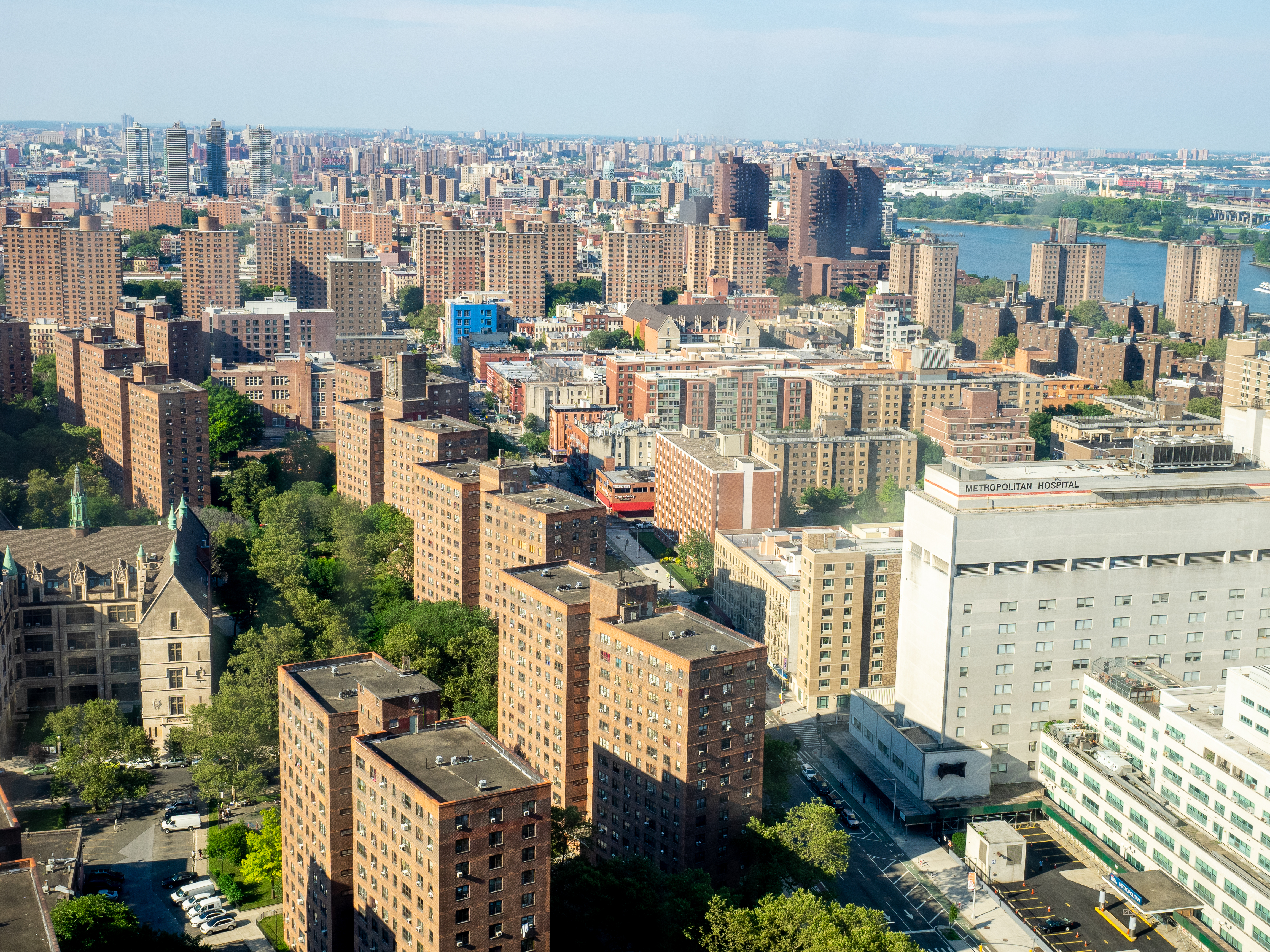
Vue générale de East Harlem.

Les plus grands projets de travaux publics de Harlem pendant ces années furent les logements sociaux, avec une concentration principalement dans East Harlem. Dans l'ensemble, les structures existantes furent démolies et remplacées par des propriétés conçues et gérées par la ville qui devaient, en théorie, proposer un environnement plus sûr et agréable que ceux proposés par les propriétaires privés. En fin de compte, les protestations de la communauté ralentirent la construction de nouveaux projets.
À partir du milieu du XXe siècle, le faible niveau des écoles locales fut une source d'inquiétude. Au cours des années 1960, environ 75 % des étudiants n'avaient pas le niveau approprié en lecture, et 80 % n'avaient pas le niveau en mathématiques. En 1964, les résidents de Harlem organisèrent deux boycott pour attirer l'attention sur ce problème : dans Central Harlem, 92 % des élèves restèrent chez eux. En 1977, Isiah Robinson, présidente du New York City Board of Education aurait déclaré que la « qualité de l'éducation avait dégénéré à un niveau digne de celui d'une prison ». C'est dans ce contexte troublé que la troisième vague d'émeutes eut lieu, en juillet 1964, après la mort d'un jeune noir de quinze ans dans une fusillade, dans laquelle un policier blanc était impliqué. Une personne perdit la vie, plus de cent furent blessées, et des centaines furent arrêtées. Les dommages matériels et les pillages se multiplièrent à cette occasion.
Consécutivement aux émeutes de 1964, le gouvernement fédéral finança un programme pilote baptisé Project Uplift grâce auquel des milliers de jeunes Harlémites obtinrent des emplois pour l'été 1965. Le projet fut initié par un rapport du HAYROU intitulé « La jeunesse dans le ghetto » et le HAYROU fut chargé de le mettre en œuvre, avec l'aide de la National Urban League et près de cent petites organisations communautaires. En 1966, le Black Panther Party organisa une assemblée à Harlem, en faisant campagne contre la violence. Lors d'une manifestation du Student Nonviolent Coordinating Committee, un conférencier des Black Panther, Max Stanford, déclara que les États-Unis pourraient « se faire mettre à genoux par un chiffon et de l'essence dans une bouteille », c'est-à-dire un cocktail Molotov. En 1968, Harlem connut de nouvelles émeutes à la suite de l'assassinat de Martin Luther King Jr.. Deux personnes moururent, l'une poignardée à mort dans la foule, l'autre piégée dans un bâtiment en feu. Le maire de l'époque, John Lindsay essaya de calmer les émeutiers en marchant sur Lenox Avenue sous un « déluge de briques ».

### Crise (1970-1989)

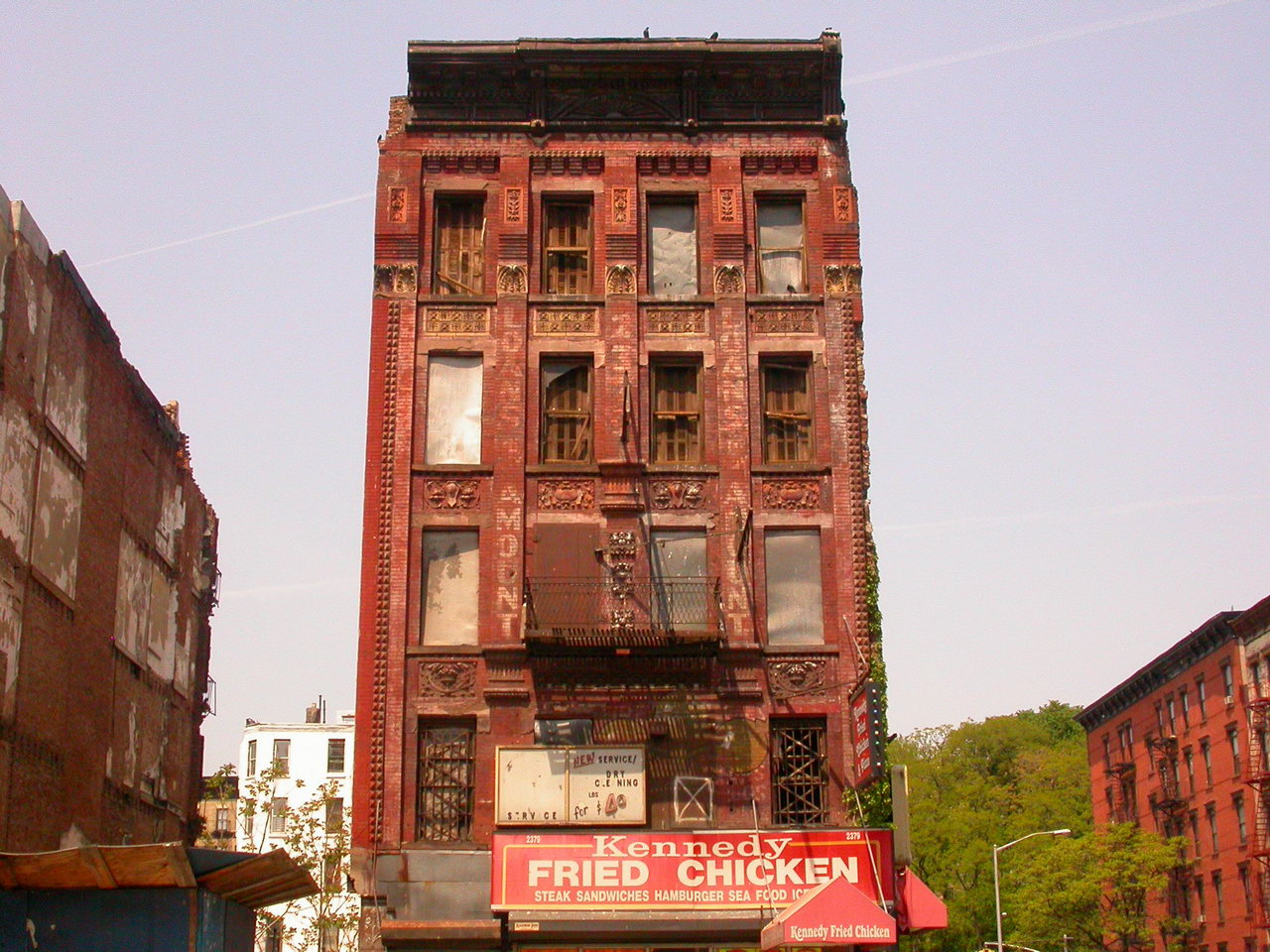
Un des rares immeubles condamnés qui subsistent à Harlem. Cependant, au plus profond de la crise des années 1970 et 1980, les taudis étaient très nombreux.

À cause de certaines mesures, les années 1970 furent l'une des pires périodes de l'histoire de Harlem. Nombre de ses habitants, en mesure d'échapper à la pauvreté, quittèrent le quartier à la recherche d'un lieu plus sûr, de meilleures écoles et logements. Ceux qui restèrent étaient les plus pauvres et les moins instruits, ils n'avaient que peu d'opportunités de trouver un meilleur emploi. Bien que le gouvernement fédéral ait investi 100 millions de dollars sur dix ans dans les domaines de la santé, de l'éducation, de la sécurité, de la propreté, les efforts restaient insuffisants.
Dans l'esprit de la population blanche de l'époque ce processus d'appauvrissement commençait dès l'installation d'une famille noire ou portoricaine. Dès lors, la valeur immobilière allait décroissante. L'immeuble, puis la rue se vidait alors progressivement de ses habitants, des familles plus pauvres prenant leur place. Bien que taxés, les loyers demeuraient très élevés, surtout lorsqu'ils étaient grevés d'une taxe sur la couleur de la peau imposée par le propriétaire. Le bâtiment devenant de moins en moins rentable, on négligeait son entretien et ses réparations jusqu'à l'abandonner purement et simplement. Dès lors la détérioration allait croissante : le chauffage, puis l'eau, enfin l'électricité étaient coupés.
Les statistiques de cette période reflètent la dégradation du quartier. En 1968, la mortalité infantile atteignit un taux de 37 pour 1000, contre 23,1 pour mille pour l'ensemble de New York. Lors des huit années suivantes, la mortalité infantile pour la ville passa à 19, alors que celle de Harlem culmina à 42,8, c'est-à-dire plus du double. Les statistiques sur la santé, la drogue ou l'éducation montrent une tendance similaire pour les années 1970. Les départs devinrent si nombreux entre 1976 et 1978, que Central Harlem perdit presque un tiers de sa population et East Harlem environ 27 %. À l'époque, certaines rues sont tout simplement barrées tant les détritus et les gravats en bloquent l'accès. L'économie du quartier se détériore rapidement et les magasins ferment et, selon des estimations publiées en 1971, 60 % des revenus proviennent d'activités illégales.
Le quartier le plus défavorisé de Harlem était la Bradhurst section, située entre le Adam Clayton Powell Jr. Boulevard et Edgecombe, de la 139e rue jusqu'à la 155e. En 1991, le New York Times en dira : « Depuis 1970, l'exode des résidents a laissé sur place les pauvres, les chômeurs, les gens peu instruits. Presque deux tiers des foyers ont un revenu inférieur à 10 000 $ par année. Cette communauté a l'un des taux de criminalité les plus élevés de la ville, des ordures éparpillées, des terrains vagues et des immeubles désaffectés dont beaucoup sont murés, tout cela contribue à donner un sentiment de danger et de désolation. »
Les mesures prises pour remédier à cette situation débutent par la rénovation de la 125e Rue, le long du cœur économique du Black Harlem. À la fin des années 1970, il ne reste que quelques commerces pauvres et marginaux. On dessine les plans d'un Harlem International Trade Center, qui aurait couvert le bloc entier compris entre la 125e et la 126e Rue, de Lenox Avenue au boulevard Adam Clayton Powell Jr., y compris un centre d'échanges avec le tiers monde. Un centre commercial est prévu à l'ouest entre Frederick Douglass Boulevard et St. Nicholas. Cependant, ce projet est lié à un financement de 30 millions de dollars de la part du gouvernement fédéral, et à cause de l'élection de Ronald Reagan à la présidence des États-Unis, il n'y avait aucune chance qu'il soit accepté. La ville lança, dans les années 1960, la construction d'une gigantesque usine de retraitement des eaux usées, sur l'Hudson River dans West Harlem. Mais le projet suscita l'opposition des résidents qui se battirent contre l'implantation de la North River Wastewater Treatment Plant. Un compromis fut finalement trouvé qui prévoyait l'aménagement d'un parc d'État comprenant des installations sportives et de détente, sur le toit de la station. Le Riverbank State Park fut ouvert au public en 1993 (l'usine ayant été achevée quelques années plus tôt). Vers 1980, la ville de New York possédait environ 60 % du parc résidentiel de Harlem ; elle commença à vendre ses propriétés au public dès 1985. En réalité, seule une faible proportion fut vendue à cette époque, quelques scandales interrompirent aussi momentanément ces ventes.

### Depuis les années 1990

#### Embourgeoisement

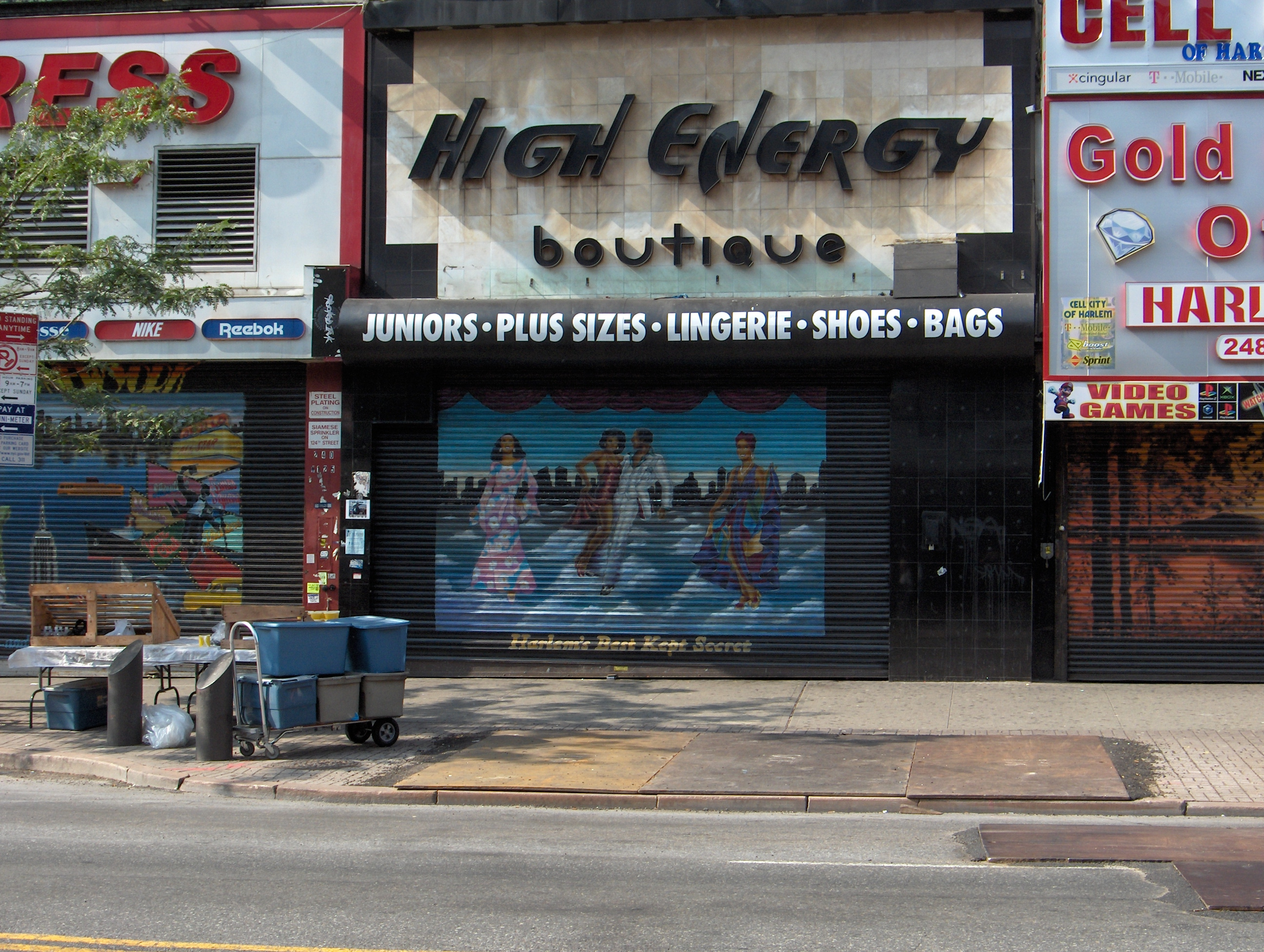
La rue, un axe moderne de Harlem avec ses nombreux commerces et ses peintures murales très colorées.

Depuis la fin du XXe siècle, Harlem a connu d'importants changements, à la fois dans sa structure sociale, dans ses conditions de vie mais aussi dans son paysage urbain. Ces bouleversements s'inscrivent dans la revitalisation récente de Manhattan.
La gentrification (embourgeoisement) désigne la « réoccupation des centres des villes par les classes aisées après rénovations et réhabilitations ». Ce mouvement est d'abord parti du sud de Manhattan dans les années 1980 pour gagner les quartiers situés plus au nord dans les années 2000. Entre 1990 et 2000, le revenu moyen des Harlémites a progressé. L'augmentation la plus rapide fut mesurée dans Central Harlem et dans East Harlem. La composition ethnique s'est également modifiée avec l'arrivée de résidents blancs. Avec la pénurie de logements et les embouteillages, Harlem apparut de plus en plus comme un quartier intéressant pour les classes moyennes. La liaison en métro vers Midtown et Downtown, ainsi que des loyers moins élevés qu'ailleurs étaient autant d'atouts pour cette partie de Manhattan, pourtant méprisée depuis toujours.

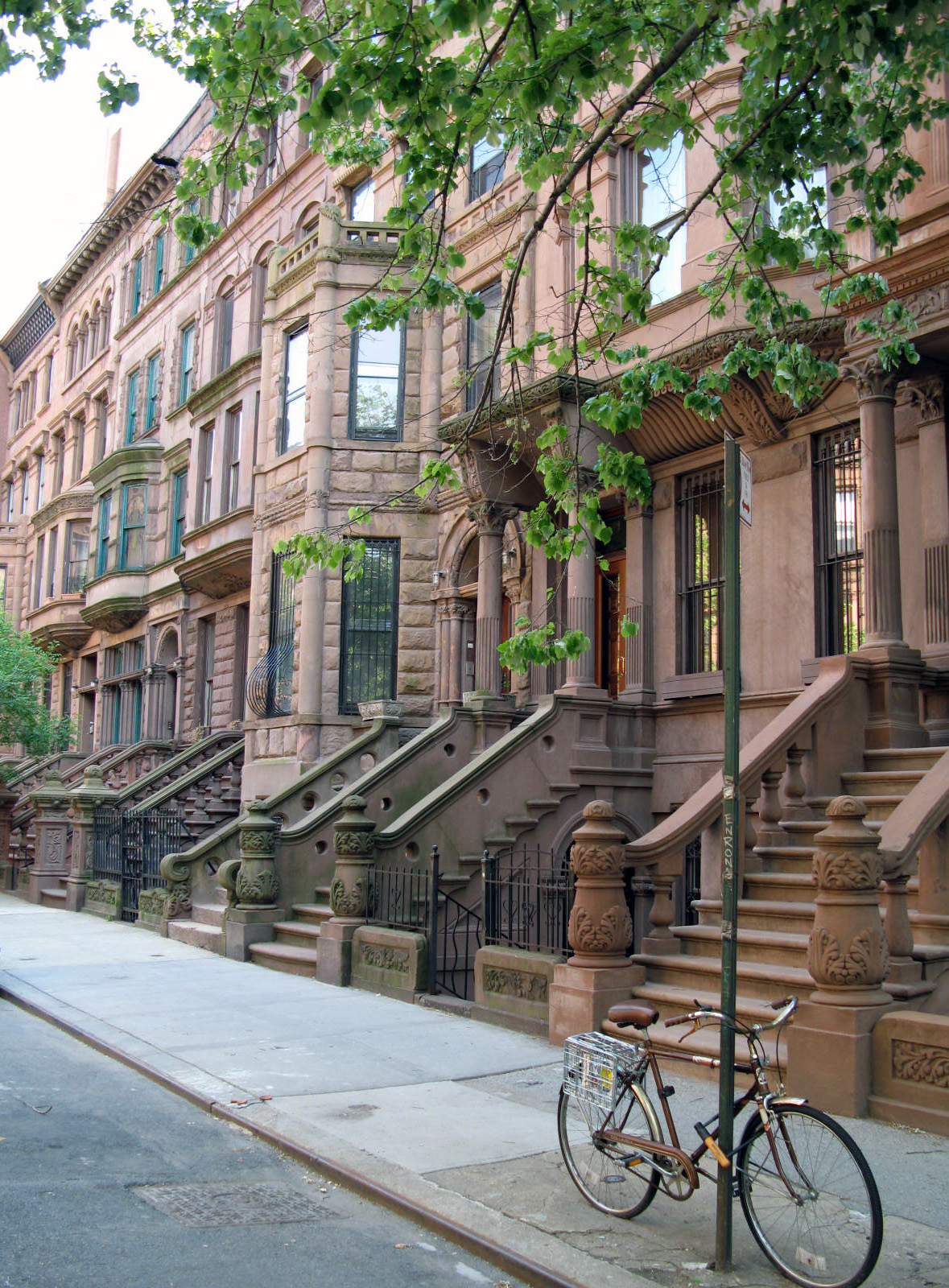
La réhabilitation des brownstones de Harlem participe à l' embourgeoisement du quartier.

Mais l'embourgeoisement de Harlem n'a été rendu possible que par la création d'emplois et une réhabilitation de certains secteurs : financées par des fonds privés ou publics, les rénovations des brownstones ont été réalisées sur Strivers Row, Hamilton Heights, Mount Morris Park et Audubon Terrace. La revitalisation de Harlem passa par une volonté politique de la municipalité et même un certain engagement de l’état fédéral. Par exemple, en 1996, la New York Empowerment Zone fut créée afin de stimuler l’économie du nord de Manhattan et du Bronx. Des fonds publics fédéraux furent distribués et des réductions de taxe consenties pour encourager les investissements à Harlem. Au niveau régional, le New York State Empire Zones Program encouragea le développement économique d'East Harlem par des incitations fiscales.

#### Étapes du renouveau
La municipalité de New York mit en place une politique visant à permettre l'accession à la propriété des habitants de Harlem. L'objectif à long terme était d'améliorer les conditions de vie de la communauté. Dans la plupart des cas, la ville finançait la rénovation du bien immobilier avant de le vendre (par tirage au sort) en dessous des prix du marché. Mais le programme fut rapidement rattrapé par les scandales : les gens se portaient acquéreurs des immeubles auprès de la ville, puis les revendaient aux Églises et autres associations caritatives en majorant le prix, ensuite les églises et les associations souscrivaient un emprunt immobilier, sous la protection de l'article fédéral 203(k), et achetaient le bien. L'acquéreur originel réalisait ainsi un bénéfice important alors que l'Église ou l'association faillait au remboursement de l'emprunt immobilier (obtenant, on le suppose, un pot-de-vin de la part d'un promoteur immobilier),. Les logements désaffectés furent laissés à l'abandon. Environ un tiers des propriétés vendues par la ville était des immeubles où vivaient toujours des locataires et qui furent à leur tour abandonnés. Ces ruines, et les restrictions sur les emprunts immobiliers dégradèrent le marché immobilier dans cette zone, pour de longues années.

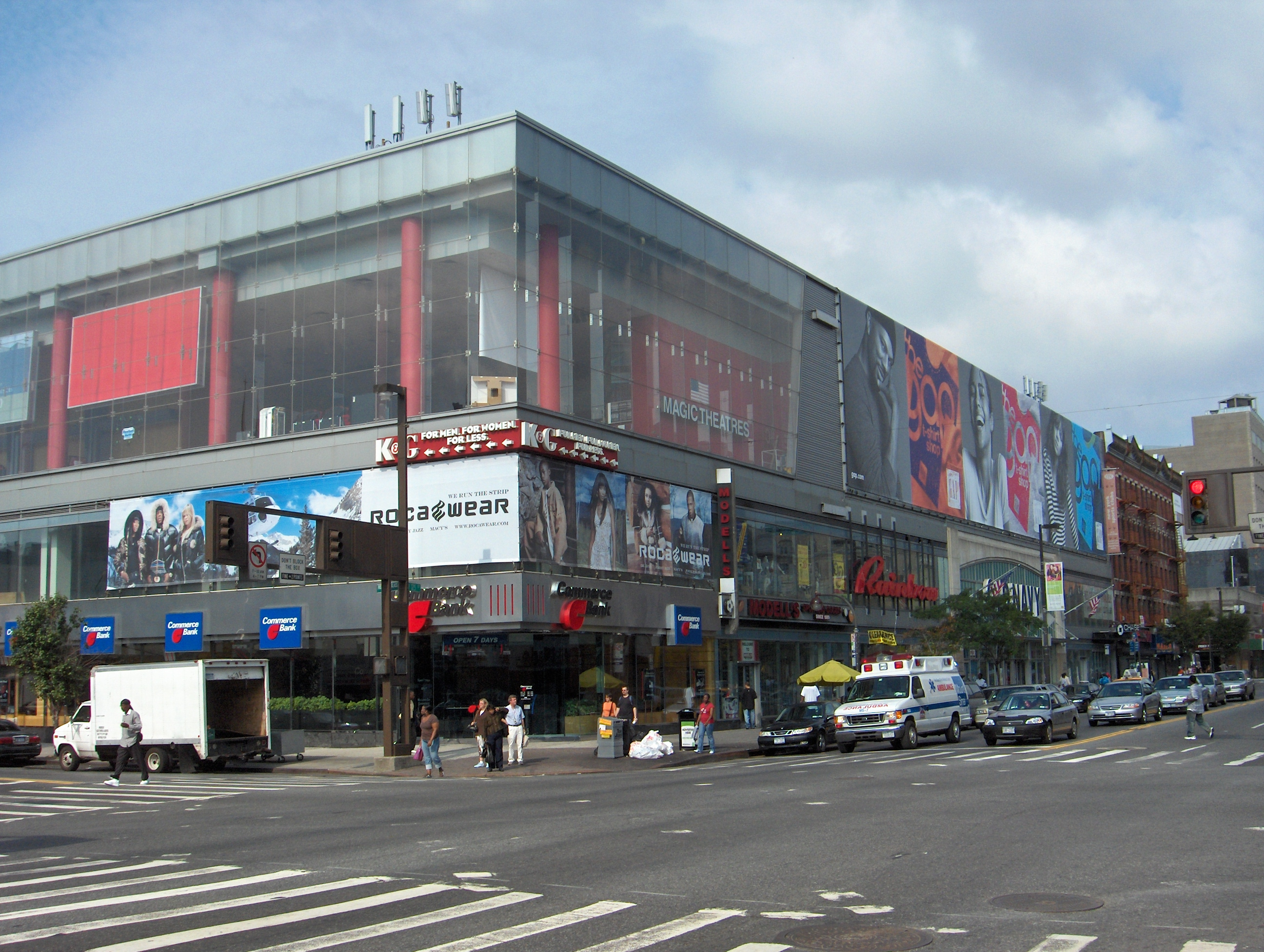
Centre commercial de la rue, symbole de la modernité du quartier.

De 1987 à 1990, la ville s'engagea dans de grands travaux de réhabilitation du quartier : elle retira les longues voies de tramway inutilisées sur la 125e Rue, posa de nouvelles canalisations d'eau ainsi que de nouveaux égouts, installa de nouveaux trottoirs, feux de circulation, éclairages publics et planta des arbres. Deux ans plus tard, de grandes chaînes de magasins ouvrirent des boutiques sur la 125e Rue pour la première fois : The Body Shop implanta un magasin à l'intersection entre la Cinquième avenue et la 125e Rue, alors que l'entreprise de crème glacée Ben & Jerry's ouvrit une enseigne et employa d'anciens sans-abri. Mais le développement de Harlem explosa quelques années plus tard grâce à l'Upper Manhattan Empowerment Zone qui apporta 300 millions de dollars en fonds de développement et 250 millions de dollars en déduction d'impôts. La baisse de la criminalité joua également en faveur du quartier : aujourd'hui, Harlem est à nouveau un quartier sûr dans la journée et il est possible de se promener sur les grands axes la nuit en toute sécurité. Ce succès est lié en partie à l'action du maire de la ville, Rudy Giuliani, entre 1993 et 1998, qui mit en place la « tolérance zéro », prôna l'intégration des minorités ethniques dans les forces de l'ordre ainsi qu'un travail concerté des diverses institutions municipales, en particulier des écoles.
Des projets de centres commerciaux, de cinémas et de musées furent proposés. Cependant, ces derniers faillirent être abandonnés en 1995 à la suite des émeutes de Freddy's Fashion Mart qui firent huit morts. Ces émeutes ne ressemblaient pas à celles qui avaient précédé, et furent organisées par des militants noirs contre les gérants de magasins juifs de la 125e Rue. Cinq ans plus tard, la réhabilitation de la 125e Rue reprit, avec la construction d'un Starbucks, soutenue par le basketteur Magic Johnson. Le premier centre commercial du quartier depuis plus de trente ans, Harlem USA, sortit également de terre durant cette période, tout comme un multiplexe, en 2000, puis le Studio Museum in Harlem, en 2001. La même année, l'ancien Président Bill Clinton ouvrit son bureau dans le quartier. En 2002, un autre centre commercial, le Harlem Center fut achevé sur Lenox Avenue.

## Économie

### Commerce
Depuis le milieu des années 1990, Harlem attire de nouveau les investissements et les grands projets économiques. Cependant, même si ce renouveau économique crée des emplois, il ne touche pas toutes les couches de la population du quartier. Le taux de chômage reste à des niveaux supérieurs à la moyenne nationale : à Central Harlem, il demeure stable depuis les années 1990 et s'établit à environ 9 % de la population active.
Plusieurs centres commerciaux ont vu le jour depuis les années 1990 : East Harlem a vu s'implanter une grande surface de la chaîne Pathmark en 1997. Elle permit la création de 200 emplois dans la vente et proposa de nombreux services (pharmacie, banque, etc.). Ce supermarché, le premier construit à Harlem, fut suivi par d'autres projets : Renaissance Plaza (immeuble résidentiel et de magasins sur Lenox Avenue et la 116e Rue), Harlem Center (qui comprend un magasin Office Depot et des bureaux aux étages), Gotham Plaza, East River Plaza, etc.
Le centre commercial « Harlem USA » est l'un des principaux symboles de la Renaissance du quartier : il réunit des boutiques (HMV, Old Navy, Modell's, etc.) et un cinéma. On y trouve le Hue Man Bookstore, un libraire spécialisé dans la littérature afro-américaine. D'autres grandes enseignes s'y sont récemment installées comme les cafés Starbucks ou une boutique Disney Store sur la 125e Rue. Les petits commerçants du quartier se plaignent de cette nouvelle concurrence, et certains estiment qu'elle dénature Harlem, mais parallèlement, l'émergence de ces grands centres est aussi l'une des raisons de l'attrait des New-Yorkais pour le quartier.

### Tourisme

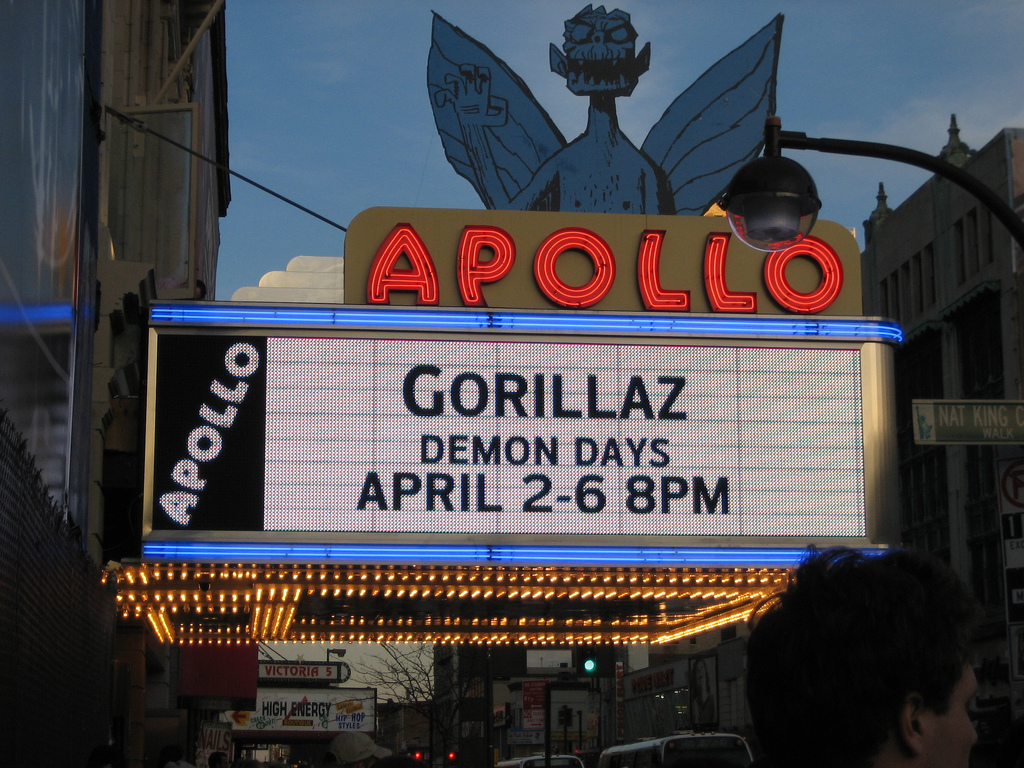
Enseigne de l'Apollo Theater, un lieu de concert fréquenté par les touristes.

Il y a encore une dizaine d'années, Harlem était un quartier peu fréquentable, de jour comme de nuit. Au pic de la crise des années 1970, la peur inspirée par le quartier était telle que les chauffeurs de taxi blancs craignaient de s'y rendre de peur de se faire agresser. Ainsi, dans le film Taxi Driver de Martin Scorsese qui présente certaines aspects sordides du New York de cette période, Travis Bickle (interprété par Robert De Niro) se fait jeter des pierres sur son taxi par de jeunes noirs. Cependant, depuis la seconde Renaissance du quartier, les choses ont évolué. En effet, sans être devenu un quartier totalement sûr la nuit, Harlem constitue aujourd'hui un lieu touristique important de Manhattan, en raison de la diversité de ses bâtiments et lieux de divertissement qui ont marqué l'histoire de la ville. Ce quartier représente, en dépit des difficultés rencontrées par les populations afro-américaines, une des facettes du melting pot, que certains touristes viennent rechercher dans Big Apple.
Harlem cherche à attirer de nouveaux visiteurs en mettant en valeur son patrimoine : certains clubs de jazz ont été rénovés comme l'Apollo Theater pour un coût total de 65 millions de dollars.
L’Apollo Theater reçoit la visite de 1,3 million de personnes chaque année.
Harlem fait désormais partie des itinéraires empruntés par les cars de touristes qui viennent assister à des concerts de gospel le dimanche matin. La municipalité encourage le développement économique de la 125e rue, dont elle souhaite faire l’artère principale et la vitrine de Harlem. Pour répondre à cette nouvelle demande touristique, un hôtel Marriott est en construction. Connu sous le nom de « Harlem Park », le projet prévoit aussi des commerces et des logements. L'immeuble devrait être le plus haut de Harlem avec 40 étages, et créer près de 900 emplois.

## Population

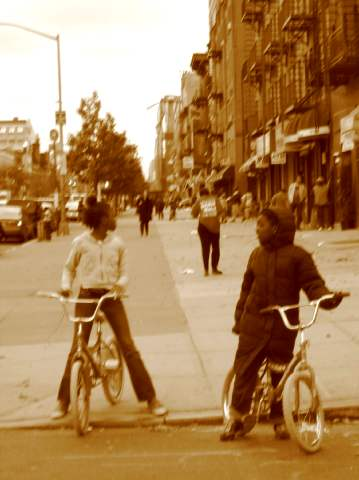
Scène de rue, Harlem, 2006.

Il existe trois secteurs dans Harlem : East Harlem (qui est surnommé Spanish Harlem), West Harlem, Central Harlem. D'après le recensement de 2000, Harlem compte 259 200 habitants, dont 108 100 pour East Harlem et 151 100 pour Central Harlem. Les Harlémites représentent 16,8 % de la population de l’île de Manhattan.
La population de Harlem est relativement jeune (27 % de moins de 18 ans). Le seuil de pauvreté est plus élevé que pour le reste de New York (36,7 % de la population). East Harlem est plus touché par la pauvreté, l’obésité et l’analphabétisme que Central Harlem. La composition ethnique est aussi différente entre les deux secteurs : East Harlem est le quartier latino (les Hispaniques représentent plus de la moitié de la population) alors que Central Harlem abrite une importante communauté noire (67 % des habitants). Aujourd’hui il existe des tensions entre hispaniques et noirs à cause de la concurrence sur le territoire.
L'embourgeoisement récent de Harlem s’accompagne d’une lente modification ethnique : la part des Blancs non hispaniques progresse, même s’ils restent minoritaires (autour de 8 % du total).

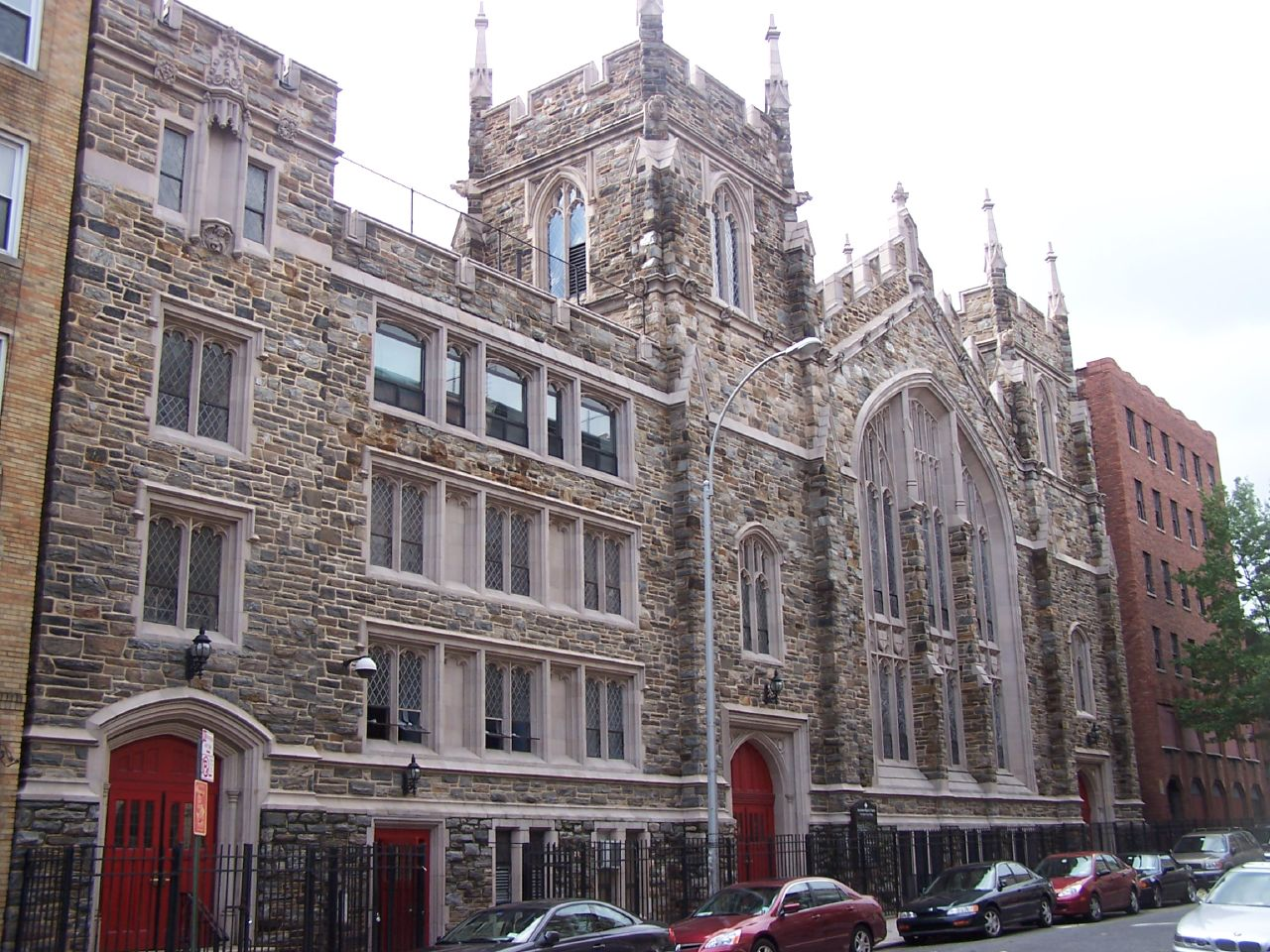
L'Église baptiste abyssinienne.

La communauté asiatique croît rapidement mais ne représente pour l'instant que 3 % de la population totale. Enfin, depuis l’ouverture à l’immigration des années 1960, de nouveaux migrants s'installent à Harlem : des Africains, notamment des Sénégalais (Little Senegal autour de la 116e rue), qui gardent souvent leurs traditions et leur langue.

Beaucoup de religions sont représentées à Harlem, mais le quartier est connu comme l'un des foyers du christianisme et de l'islam noirs. On compte près de 400 églises dans Harlem contrôlées par divers courants protestants (Église baptiste, Méthodisme (African Methodist Episcopal Church), Église épiscopale. Beaucoup de petites congrégations officient dans des immeubles ou des brownstones du quartier. L'Église baptiste abyssinienne est quant à elle une organisation très influente à Harlem, et possède un important patrimoine immobilier. Elle se fait l'avocat des classes noires les plus défavorisées. Les Mormons ont établi une chapelle sur la 128e Rue en 2005. Le quartier est le centre du mouvement islamiste noir des États-Unis (Nation of Islam). Malcolm X vécut à Harlem. Enfin, le judaïsme est présent dans plusieurs synagogues comme The Old Broadway Synagogue, le Temple Healing from Heaven et le Temple of Joy. Un courant juif afro-américain, appelé Commandment Keepers se réunit dans la synagogue de la 123e Rue Ouest.
|  |  |

## Transports

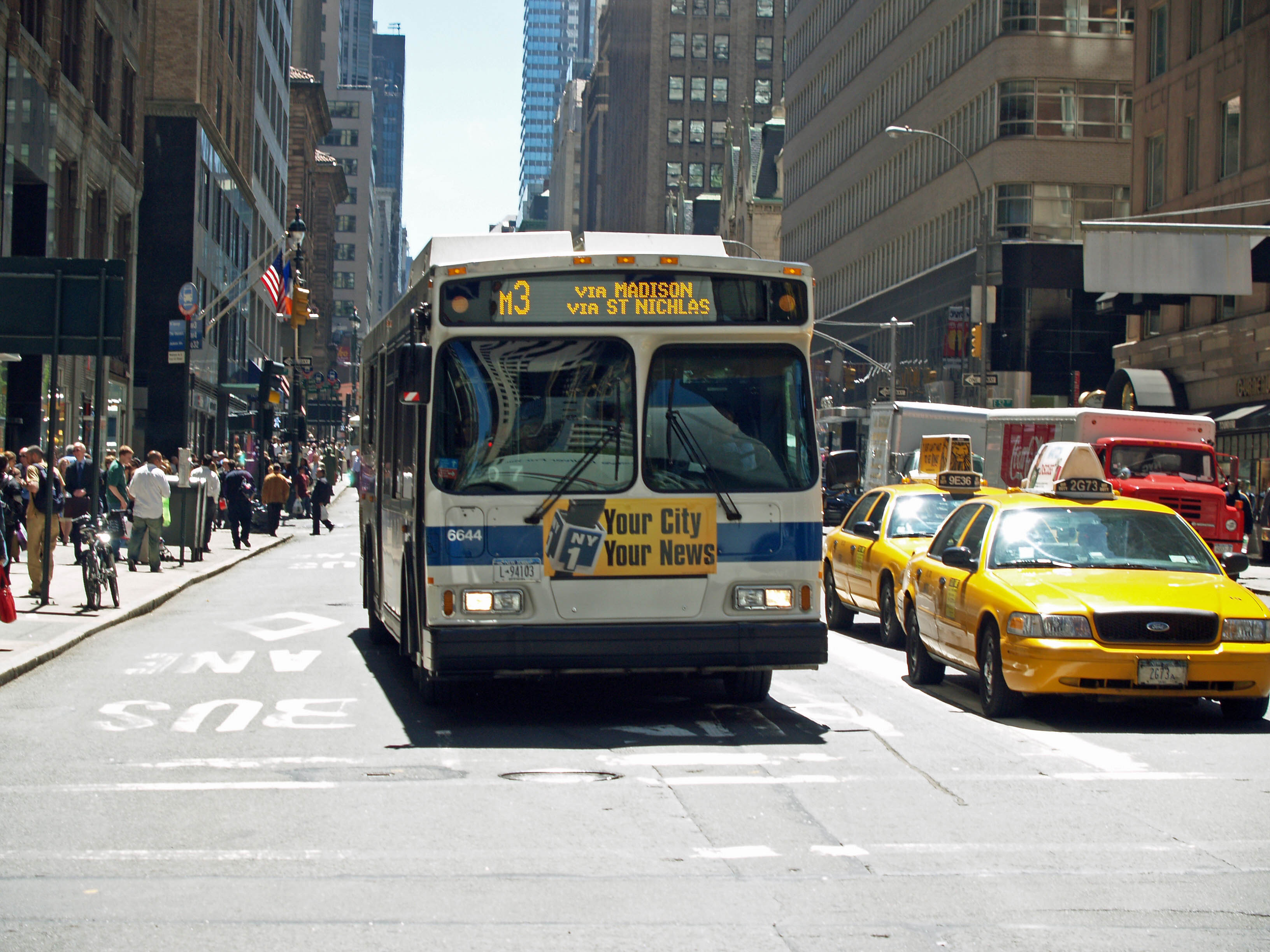
Bus de la ligne M3, circulant sur Madison Avenue, à Harlem.

Le quartier de Harlem étant situé sur l'île de Manhattan, il est très bien desservi par les transports en commun, qu'il s'agisse du bus ou du métro. Cela s'explique également par le fait que c'est par Harlem que toutes les lignes de métro qui se rendent dans l'arrondissement du Bronx transitent.
Les lignes de métro passant par Harlem sont ainsi : 
- Lignes de l'IND Eighth Avenue Line
  - Ligne 1 : de Cathedral Parkway à la 157e rue
  - Ligne 2 : de 110e Rue Central Park North à la 135e rue
  - Ligne 3 : de 110e Rue Central Park Nord au terminus à Harlem 148e Rue ;
- Lignes de l'IRT Lexington Avenue Line
  - Ligne 4 : de la 110e rue à la 125e Rue
  - Ligne 5 : de la 110e rue à la 125e Rue
  - Ligne 6 : de la 110e rue à la 125e Rue
- Lignes de l'IND Sixth Avenue Line
  - Ligne B : de Cathedral Parkway à la 155e rue
  - Ligne V : de Cathedral Parkway à la 155e rue

En ce qui concerne le bus, Harlem est également desservi par différentes lignes. D'ouest en est, on retrouve ainsi les lignes : M1, M2, M3, M4, M5, M7, M10, M11, M15, M18, M60, M100, M101, M102, M104, M116. Le M correspond ici aux lignes circulant sur Manhattan.

## Culture et arts
Haut lieu de la culture afro-américaine aux États-Unis, Harlem offre une variété d'institutions, d'œuvres, d'ateliers d'artistes et de musées qui soutiennent l'engagement des minorités ethniques.

### Musées, institutions culturelles et enseignement

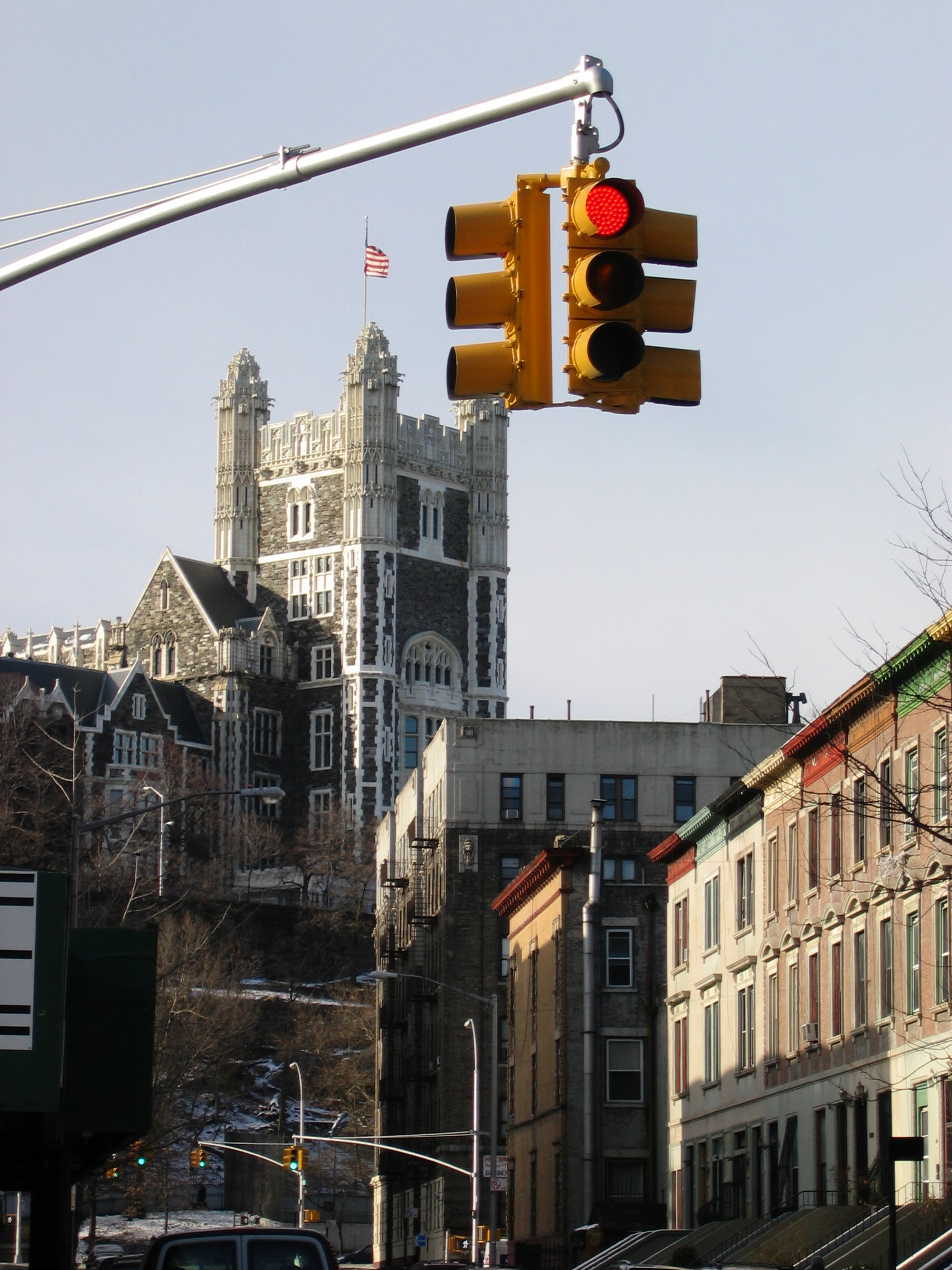
Vue sur le Shepard Hall, City College of New York, Harlem.

Le Studio Museum in Harlem est le seul musée afro-américain reconnu par l'Association des Musées Américains. Situé au 144 West de la 125e Rue, il est ouvert depuis 1967 ; ses collections comprennent des objets et des peintures représentatifs de la culture afro-américaine. Des conférences sont organisées dans l'auditorium.
Fondé en 1923, le musée de la ville de New York retrace l'histoire de la ville à travers une collection variée d'objets et d'œuvres d'art. Il se trouve dans le secteur de Spanish Harlem, en bordure de Central Park.
Audubon Terrace regroupe un ensemble de musées et d'institutions culturelles installés au nord-est de Harlem : depuis 1904, The Hispanic Society of America rassemble de nombreuses œuvres et livres rares de la culture hispanique. Les pièces majeures du musée sont les tableaux de Diego Vélasquez, Francisco de Goya, Le Greco et Joaquín Sorolla y Bastida, ainsi qu'une première édition de Don Quichotte. The American Academy of Arts and Letters est une institution littéraire qui prend depuis 1904 l'Académie française pour modèle. Le Schomburg Center for Research in Black Culture est un centre de documentation situé sur le boulevard Malcolm X qui conserve plus de cinq millions de documents. Baptisée en l'honneur de l'écrivain et historien Arturo Alfonso Schomburg (1874-1938), les fonds sont constitués de sa collection personnelle et de diverses acquisitions qui témoignent de la Renaissance de Harlem.
Le musée du Barrio fut créé par des militants et des artistes portoricains et se consacre à la culture latino-américaine. Harlem compte une grande institution universitaire : le campus du City College of New York (CCNY) se trouve à Harlem, alors que celui de l'université Columbia se trouve dans le quartier voisin de Morningside Heights. Le CCNY est situé depuis le début du XXe siècle le long de Convent Avenue, entre la 130e rue et la 141e rue. Fondé en 1847, il fut le premier établissement supérieur public et gratuit des États-Unis. La plupart de ses bâtiments, construits dans un style néogothique, sont l'œuvre de l'architecte George Browne Post, et plusieurs d'entre eux ont reçu la distinction de landmarks.

### Patrimoine historique et architectural
Plus de 700 bâtiments sont classés comme patrimoine historique et architectural à Harlem.
Le quartier est un résumé de l’histoire de l’architecture new-yorkaise. Le plus ancien bâtiment est la demeure d'Alexander Hamilton, construite en 1802 dans le style fédéral. Deux ensembles de brownstones de la fin du XIXe siècle subsistent à Strivers' Row et Astor Row. Le quartier historique de Mount Morris Park concentre des immeubles de styles néo-roman, néogrec et Queen Anne. Dans les premières années du XXe siècle, les bâtiments du campus du City College of New York ont été construits en néogothique et sont l'œuvre de l'architecte George Browne Post. Avec le dynamisme du quartier dans l'Entre-Deux-Guerres, de grands ensembles résidentiels sont bâtis tels que les Dunbar Apartments (1926) ou les Harlem River Houses (1937). Le Claremont Theater Building, dessiné par Gaetano Ajello et ouvert en 1914, adopte quant à lui le style néo-renaissance.
Harlem est également réputé pour ses nombreux édifices cultuels qui illustrent une importante diversité d'architecture. Les plus connues sont de style néogothique : Mother Zion Church (1925), Église baptiste abyssinienne (1923). D'autres sont marquées par un certain éclectisme : All Saints Roman Catholic church (dessinée par James Renwick Jr en 1872), St. Thomas the Apostle church (1907).
Enfin, les clubs de jazz (Apollo Theater, Minton's Playhouse), les maisons des musiciens ou d’écrivains (Langston Hughes) constituent autant de lieux de pèlerinage pour les passionnés de jazz et de littérature.

### Littérature

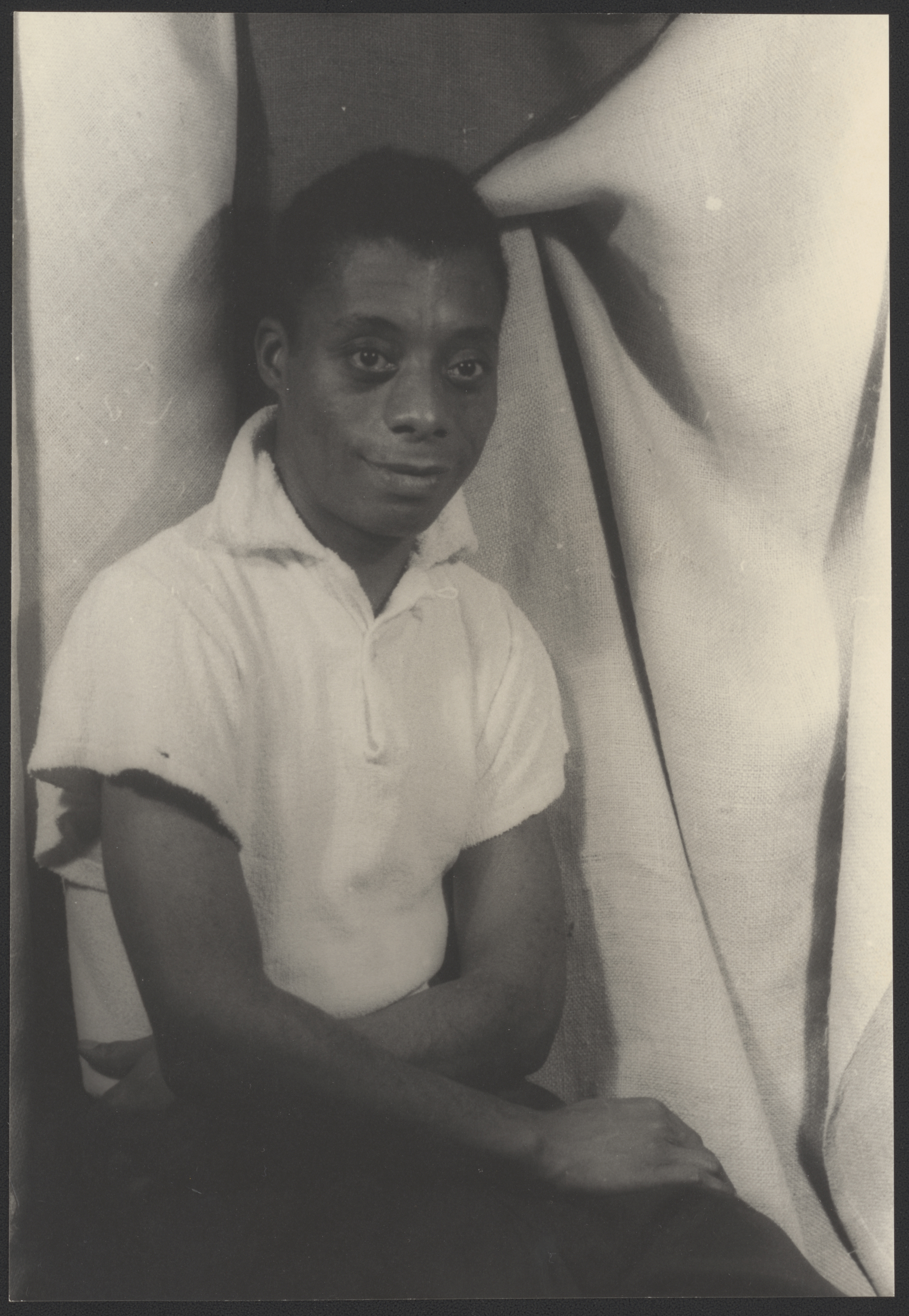
James Baldwin en 1955.

Harlem a inspiré de nombreux écrivains noirs, américains et étrangers. Bien sûr les auteurs de la Renaissance de Harlem prennent souvent pour cadre le quartier : le romancier Claude McKay (1889-1948) est l'auteur du best-seller Home to Harlem (1928). Son autobiographie intitulée Harlem : Negro Polis paraît en 1940. Chester Himes (1909-1984) décrit la misère et la dégradation du quartier dans ses romans policiers, dont La Reine des pommes, (1958) pour lequel il obtient le Grand prix de littérature policière. L'œuvre de James Baldwin (1924-1987) est marquée par son expérience individuelle de la misère de Harlem et le thème de la discrimination est récurrent dans Harlem Quartet. Dans Chronique d'un pays natal, publié en 1955, il évoque les émeutes d'août 1943. Langston Hughes (1902-1967), dans L'ingénu de Harlem (1961), met en scène un Noir américain venu s'installer à Harlem pour échapper au racisme du Sud. Ralph Ellison (1913-1994) écrit Homme invisible, pour qui chantes-tu ? et décrit Harlem dans les années 1940. L'homme invisible figure le Noir américain, qui cherche sa place dans la société de l'époque. Ce roman remporta en 1953 le National Book Award.
La condition noire de Harlem inspira aussi le théâtre : Don't You Want to Be Free? (1938) est une œuvre écrite par Langston Hughes qui fut jouée au Harlem Suitcase Theatre. La pièce The River Niger de Joe Walker évoque la vie de famille à Harlem dans les années 1970. Elle fut jouée sur Broadway par la Negro Ensemble Company, une compagnie de théâtre new-yorkaise, et remporta le Tony Award de la meilleure pièce, avant de faire une tournée dans tout le pays. Enfin, en 1938, Orson Welles dirigea la pièce de William Shakespeare Macbeth avec une troupe d'acteurs noirs au Lafayette Theater de Harlem.

### Cinéma
Le cinéma a adapté de nombreuses œuvres littéraires de la Renaissance de Harlem : par exemple, celle de Chester Himes, Cotton Comes to Harlem réalisé par Ossie Davis en 1970. D'autres retracent la période d'apogée du quartier dans les années 1920 : Francis Ford Coppola, Cotton Club (1984), Eddie Murphy, Les Nuits de Harlem (1989) ou Rodney Evans, Brother to Brother (2004). Avec Harlem Story (The Cool World, 1963), la cinéaste Shirley Clarke évoque, sous la forme semi-documentaire, le destin d'un bande d’adolescents noirs. Rachid Bouchareb dans son film Little Senegal (2001) met en scène un Sénégalais qui part aux États-Unis pour retrouver les descendants de ses ancêtres. Il se retrouve dans le quartier de Harlem où vit la communauté africaine.

### Photographie
En 1966, un groupe de jeunes photographes noirs (Louis Draper, Ernest Dunkley, James Mannas, Herbert Randall, Beuford Smith, Shawn Walker, Calvin Wilson), effectuent un reportage dans Harlem. Quelques-unes de leurs images sont publiées dans le numéro de juillet 1966 de la revue Caméra. Ils sont membres du Kamoinge Workshop, un collectif de photographes afro-américains fondé à New York en 1963.
Le photographe américain Bruce Davidson a contribué à faire connaître la vie des habitants de Harlem grâce à une série de photographies prises entre 1966 et 1968 et intitulée 100e Rue. Cette série donna lieu par la suite à une exposition au MoMA et la publication d'un livre qui devint une référence pour l'histoire de la photographie américaine. En 1969, l'exposition « Harlem in my mind » se tient au Metropolitan Museum of Art et réussit à attirer de nombreux Afro-Américains dans le musée.

### Musique
Depuis la Renaissance de Harlem dans l'Entre-deux-guerres, le quartier n'a jamais cessé d'être l'un des principaux foyers de création musicale aux États-Unis. Harlem est ainsi le berceau du hard bop à la fin des années 1950, un mouvement musical qui contestait la suprématie des musiciens blancs. La salsa est née dans East Harlem au sein de la communauté hispanique. Le gospel est présent dans les églises du quartier ; les Boys Choir of Harlem sont un groupe fondé en 1968.
Plusieurs titres rendent hommage à Harlem : ainsi sur l’album de Claude Nougaro consacré à la « grosse pomme », Nougayork, ou sur celui de U2, Rattle and Hum (Angel of Harlem en mémoire de Billie Hollyday) ; Cyndia Williams a chanté Harlem Blues. Sam Allen, pianiste américain (1909-1963) est venu en Europe dans les années 1930 et accompagnait la Revue du Cotton Club au Moulin-Rouge.
Le rappeur Big L est né à Harlem en 1974 et mort en 1999 (dans le même quartier), ainsi que le rappeur ASAP Rocky qui y est né en 1988, on peut retrouver le nom de son quartier d'origine dans certains de ses textes. Le rappeur, acteur, poète, et militant Tupac Shakur est né en 1971 dans le Spanish Harlem.
En 2013, le Harlem shake est une danse qui fait le buzz sur Internet.

## Santé
L'hôpital principal le plus proche est NYC Health + Hospitals/Harlem, dans le centre-nord de Harlem.